# Gorbea
|  | Per a altres significats, vegeu «Gorbeia». |

Gorbea és una comuna de Xile, de la Província de Cautín a la Regió de l'Araucanía. Integra amb Cunco, Curarrehue, Loncoche, Pucón, Toltén i Villarrica el Districte Electoral Núm. 52 i pertany a la 15a Circumscripció Senatorial (Araucanía Sur). L'any 2017 tenia 14.414 habitants.
Al voltant de l'any 1887 era un modest caseriu, on esforçats obrers xilens procedien a la instal·lació de la línia fèrria, talant i fregant l'espessa selva que, en gairebé la seva totalitat, cobria aquest sector de la frontera, aquest caseriu rebia el nom de Donguil.
La via de transport i comunicació més important vindria a ser la línia del ferrocarril, estesa entre les estacions de Pitrufquén i Antilhue. El tram anterior, Temuco - Pitrufquén, havia estat inaugurat el 13 de novembre de 1898 per President de la República, don Federico Errázuriz Echaurren.
L'auge econòmic observat des dels inicis, donat per l'alta producció agrícola i fusta de la zona, va necessitar imperiosament l'establiment de tres estacions de Ferrocarrils: Gorbea, Quitratúe i Lastarria en una distància inferior als 20 quilòmetres.
El seu primer registre de població està contingut en el cens efectuat l'any 1895, data en què amb prou feines comptava amb la xifra de 1763 habitants, nucli que donaria origen al poble aixecat a la riba oest del FF.CC. i la ribera est del riu Donguil a 93 metres sobre el nivell del mar i a 14 quilòmetres al sud de Pitrufquén.
El plànol oficial de la població ubicada a la latitud 39° 06° i longitud 72° 40° realitzat per l'Enginyer de Colonització Cristian Cornely incloïa 50 illes, 393 llocs, places, Estació de Ferrocarrils de l'Estat i altres. mitjançant Decret Suprem Núm 924 del 29 d'abril de 1904, signat pel President de la República Germán Riesco Errazuriz, es funda oficialment la localitat de Gorbea, com subdelegació n.º 2, del departament de Villarrica. Mitjançant Decret suprem Núm. 924 del 29 d'abril de 1904, signat pel president de la república Germán Riesco Errázuriz, es funda oficialment la localitat de Gorbea, com a subdelegació Núm. 2, del Departament de Villarrica. Fou anomenada Gorbea en honor de l'il·lustre matemàtic espanyol, professor del Instituto Nacional de Chile, creador del Cos d'Enginyers Civils i Degà de la Facultat de Ciències Físiques i Matemàtiques de la Universidad de Chile, don Andrés Antonio de Gorbea (1792 - 1852).
Per mitjà del Decret Núm 1.157 de data 22 de maig de 1911 es va li va atorgar oficialment la condició de Comuna, establint-se com la seva capital el poble de Gorbea i continuant la seva dependència del Departament de Villarrica.